# MÁV N jellegű szerkocsi
A In. osztályú mozdonyokhoz a Magyar Királyi Állami Vasgyáraknál 26 szerkezetszámon új, az Államvasutaknál 1911-től N típusként jelölt négytengelyes, kétforgóvázas ún. Vanderbilt-szerkocsi készült. Ez a típus volt mind a Gépgyár, mind a hazai vasutak első négytengelyes szerkocsija. 1911-től a szerkocsit N jellegként jelölték, kiegészítve a hozzá tartozó mozdony sorozatjelével (pl. N203).

## Szerkezete
A szerkocsi tulajdonképpen egy két, egymástól 1,14 m távolságban elhelyezett 15 mm vastag hossztartóval alátámasztott 2,1 m átmérőjű hengeres víztartály, melynek tetejét elöl ferdén lemetszették és oda helyezték el a szögletes széntartót. Az első három mozdonyhoz kapcsolt 261 jelű szerkocsi vízkészlete 18 m³ volt. A forgóvázak jó futási tulajdonságok biztosító amerikai Diamond-rendszerű szerkezetek. A forgóvázkeretek hossztartóit, melyek 80 mm-es lemezből készültek, egymástól 1,9 m távolságban helyezték el. A szerkocsira egy 10″-os Westinghouse-rendszerű vízszintes fékhengert és gyorsműködésű kormányszelepet szereltek. A szerkocsi minden kerékpárját egy oldalról (a kerekek forgócsap felőli oldalán) fékezték; a teljes féktuskóerő a félig rakott szerkocsi súlyának 72%-a (a későbbi változatnál 65%-a) volt. A víztartály mindkét oldalára egy-egy teljes hosszban végighúzódó futójárdát szereltek.
A víztartály hosszát a következő tizenöt mozdonyhoz szállított 262–3 jelű szerkocsiknál megnövelték. A szerkocsi hosszának túlzott megnövekedését megakadályozandó, a víztartály hátuljának alsó részét egyenesen lemetszették és annak helyére került a vonószekrény. A megnövelt hosszúságú víztartály befogadóképessége 22 m³ lett.
Bár a szép vonalú szerkocsitípus nagy sebességnél is igen nyugodtan futott, a hengeres víztartály miatt a térfogat-kihasználása, így a hasznos teher / önsúly arány nem volt megfelelő (vagyis egységnyi szerkocsihosszra csak viszonylag alacsony befogadóképesség jutott), ezen kívül a kis átmérőjű kerekek miatt a féktuskóerőt nagyra kellett választani, ami fokozottabb abroncskopáshoz vezetett. Ennek köszönthető, hogy más mozdonyokhoz ilyen típusú szerkocsi nem készült, sőt az utolsó hat In. osztályú mozdonyt az 1908. júniusától kiszállított IIIs. osztályú (később 322 sorozatú) mozdonyokhoz kifejlesztett hagyományos kivitelű, 1911. után S jellegként jelölt szerkocsival szállították.

## Sorozatgyártás
A típust kizárólag az In. osztályú mozdonyokkal szerkocsijaként szállították.
A hozzá tartozó mozdony selejtezése után típus egy példányát az 1940-es években a 202,001 pályaszámú mozdonyhoz, 1954-ben másik négy példányt 329 sorozatú mozdonyokhoz kapcsolták, a szerkocsi pályaszámának megfelelő módosításával. Előfordult az 1950-es évek második felében 327 sorozatú mozdony is N jellegű szerkocsival.

## Típusadatok
| Az N jellegű szerkocsik változatonként eltérő típusadatai | Az N jellegű szerkocsik változatonként eltérő típusadatai | Az N jellegű szerkocsik változatonként eltérő típusadatai                                     |
| --------------------------------------------------------- | --------------------------------------------------------- | --------------------------------------------------------------------------------------------- |
| Pályaszám                                                 | MÁV In. 802–804 →MÁV N203,001–003                         | MÁV In. 805–819 →MÁV N203,004–018 →MÁV N202,001 →MÁV N203,501 →MÁV N329,503–505 →MÁV N329,507 |
| Gyártásban                                                | 1906                                                      | 1907–1908                                                                                     |
| Szerkezetszám                                             | 261                                                       | 262–3                                                                                         |
| Darabszám                                                 | 3 db                                                      | 13 db                                                                                         |
| Hossz                                                     | 8 272 mm                                                  | 8 572 mm                                                                                      |
| Magasság                                                  | 3 350 mm                                                  | 3 390 mm                                                                                      |
| Üres tömeg                                                | 21,43 t                                                   | 22,605 t                                                                                      |
| Szolgálati tömeg                                          | 47,43 t                                                   | 52,50 t                                                                                       |
| Legnagyobb tengelyterhelés                                | 12,75 t                                                   | 14,3 t                                                                                        |
| Vízkészlet                                                | 18 m³                                                     | 22 m³                                                                                         |